# 플로린 러두치오이우
플로린 발레리우 러두치이오우(Florin Valeriu Răducioiu, 1970년 3월 17일, 부쿠레슈티 ~)는 루마니아의 전 축구 선수로 선수 시절 포지션은 공격수였다.

## 선수 경력

### 클럽
1986년 디나모 부쿠레슈티에서 프로 무대에 데뷔한 이후 2004년 은퇴할 때까지 18년간 SSC 바리, 엘라스 베로나, 브레시아 칼초, AC 밀란(이상 이탈리아), RCD 에스파뇰(스페인), 웨스트햄 유나이티드(잉글랜드), VfB 슈투트가르트(독일), AS 모나코(프랑스 1부), US 크레테유(프랑스 2부) 등에서 프로 통산 324경기 85골을 터뜨리며 디나모 부쿠레슈티의 루마니아 1부 리그 1989-90 시즌 우승, 루마니아컵 2회 우승을 이끌었고 AC 밀란 시절에는 세리에 A 1993-94 시즌 우승, 1993년 이탈리아 슈퍼컵 우승, 1993-94년 UEFA 챔피언스리그 우승, 1993년 인터컨티넨털컵 우승을 차지했으며 VfB 슈투트가르트 시절에는 1997-98년 UEFA 컵위너스컵 준우승의 주역으로 맹활약했다.

### 국가대표팀
1990년 4월 25일 이스라엘과의 평가전에서 국제 A매치 데뷔전을 치렀고 같은 해 6월 9일에 열린 러시아와의 1990년 FIFA 월드컵 본선 조별리그 B조 1차전에서 국제 대회 데뷔전을 치러 팀의 16강 진출을 도왔으며 또 같은 해 12월 5일 열린 최약체 산마리노와의 UEFA 유로 1992 예선 B조 3차전에서 A매치 데뷔골을 터뜨리며 팀의 6-0 대승에 일조했다.
이후 1994년 FIFA 월드컵 유럽 지역 예선 10경기에서 무려 9골을 터뜨려 팀의 2회 연속 월드컵 본선행을 이끌었고 이후 열린 본선에서도 4골을 터뜨리며 루마니아의 사상 첫 월드컵 8강 진출의 일등공신으로 맹활약했으며 2년 후 UEFA 유로 1996 본선에도 참가하여 스페인과의 B조 조별리그 최종전에서 득점을 기록했으나 팀의 3전 전패를 막지 못한 채 유로 1996 이후 A매치 통산 40경기 21골의 기록을 남기고 6년만에 국가대표팀 유니폼을 반납했다.